# Michail Sjisjkin
Michail Sjisjkin (russisk: Михаи́л Па́влович Ши́шкин), født 18. januar 1961 i Moskva, Rusland er en russisk forfatter som siden 1995 har boet i Zürich, Schweiz. Michail Sjisjkin studerede engelsk og tysk ved Moskvas pædagogiske institut. Han debuterede som forfatter i 1993. Han har vundet litteraturpriser de seneste år.
 Der er for få eller ingen kildehenvisninger i denne artikel, hvilket er et problem. Du kan hjælpe ved at angive troværdige kilder til de påstande, som fremføres i artiklen.